# Église arménienne de Nazareth (Calcutta)
L’Église arménienne de Nazareth (communément appelée Armenian Church of Calcutta) est un édifice religieux de Calcutta (Inde) appartenant à l’Église apostolique arménienne. Sise à Burrabazar, le quartier commercial de la ville de Calcutta elle fut fondée en 1610 et est un des plus anciens lieux de culte chrétien à Calcutta. L’église est considérée comme ’église-mère’ de la communauté arménienne en Inde. 

## Histoire
Des commerçants arméniens se trouvent dans la région de Kalikata, au bord du fleuve Hooghly, une soixantaine d’années avant l’arrivée de Job Charnock, considéré comme le fondateur de la ville. 
Une première église, l’église Saint-Jean, est construite par souscription populaire en 1688. Construite en bois elle est détruite par un incendie dévastateur en 1707. Ce qui était la toute première église arménienne en Inde est reconstruit en briques et mortier en 1724, sur ce qui était le lieu de sépulture de la communauté arménienne, à Barrabazar. La très généreuse contribution d’Agha Nazar, un commerçant arménien, lui permet de donner son nom à l’église : le nouvel édifice s’appellera ‘église de Nazareth’. 
L'architecte est un arménien originaire de Perse nommé Levon Ghevond. Le clocher est ajouté dix ans plus tard (1734) par Manuel Hazarmall. En 1763, l'église est restaurée et rénovée par Khojah Petros Arratoon, qui embellit et enrichit le mobilier intérieur, en ajoutant deux autels latéraux, un à droite de l'autel principal, en mémoire de son frère Gorgin Khan, ministre de Mir Qasim (Nawab du Bengale de 1760 à 1764), et l'autre à gauche à sa propre mémoire. Elle acquiert alors l’aspect qu’elle a encore aujourd’hui. 

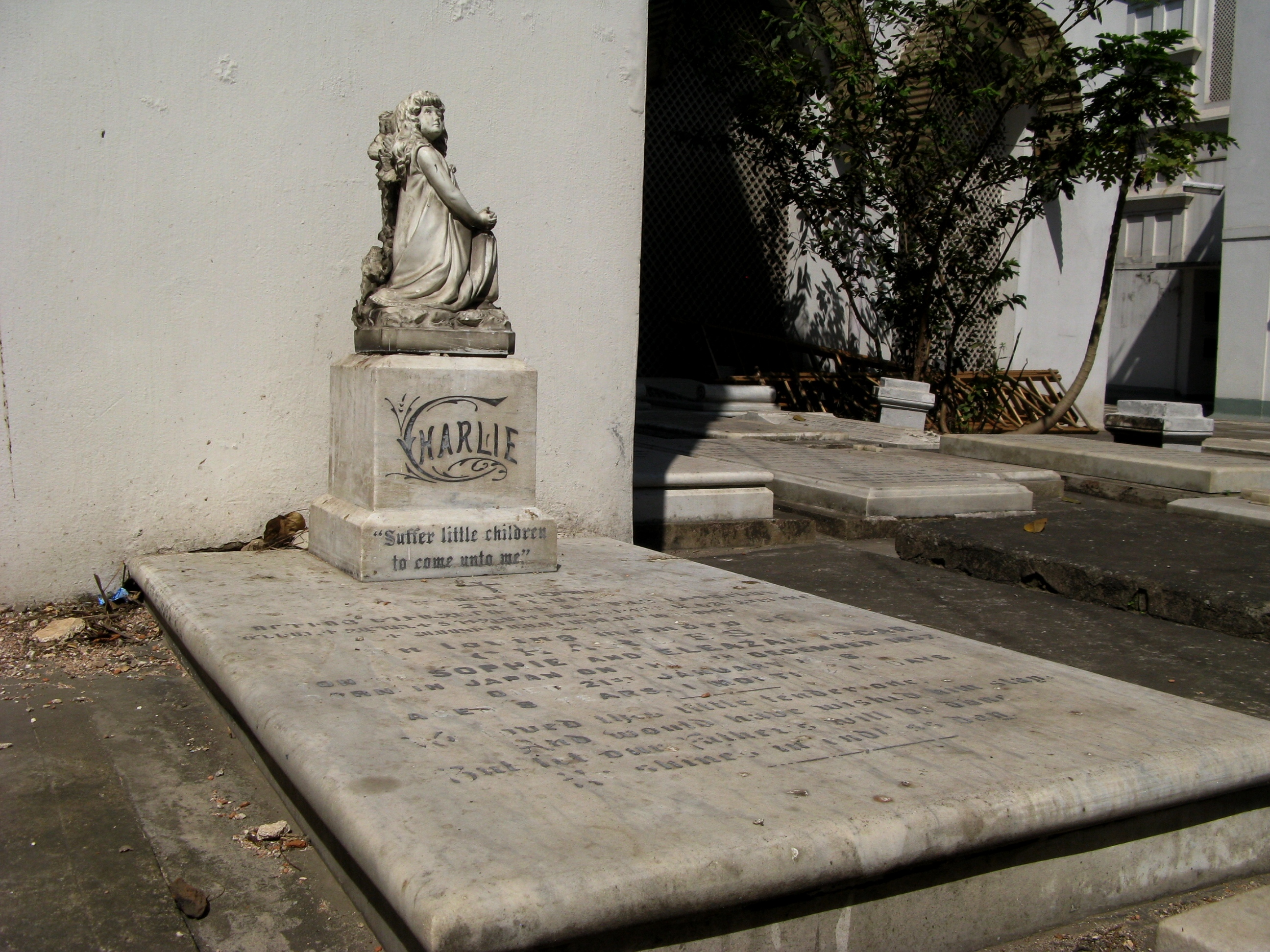
Monuments et pierres tombales autour de l'église

En 1789 Agha Catchik Arakiel fait don d’une horloge qu'il commande à Londres et fait venir à ses frais à Calcutta. Arrivée en 1792, l’horloge est installée au sommet du clocher. Le même bienfaiteur construit une habitation pour le clergé. 
Au XXe siècle l’église donna l’hospitalité aux membres de la communauté orthodoxe russe qui put y célébrer ses services liturgiques.

## Patrimoine

### Extérieur
- L’église est entourée de pierres tombales d’une grande ancienneté. L’un d’elles, qui est le tombeau d’une certaine Rezabeebeh, femme de 'Charitable Sookias’ est datée du 21 juillet 1630. Elle serait la plus ancienne tombe chrétienne à Calcutta. Cependant, comme l’inscription est en anglais au contraire de beaucoup d’autres (en arménien) il y a quelque doute à ce sujet.

### Intérieur
- L’intérieur est décoré de marbres. Un escalier conduit à une galerie supérieure dont les murs sont ornés de fresques.
- L’autel principal est surmonté de la croix et de 12 chandeliers symbolisant les douze apôtres. Trois tableaux de l’artiste anglais A.Harris ornent le sanctuaire : la Sainte Trinité', la Dernière cène et l’Ensevelissement de notre Seigneur.

## Autres églises arméniennes
- L'église Saint-Jean-Baptiste, à Chinsurah, date de 1695.
- L'église de la Vierge-Marie, à Chennai, date de 1712.
- L’église de Sainte-Marie de Saidabad (Murshidabad), est fermée (1758).
- L’église de la Sainte Trinité, à Tangra (Calcutta), date de 1867.
- L’église de Saint Grégoire l’Illuminateur, à Calcutta, date de 1906.

## Collège arménien
Une institution d’enseignement est ouverte en 1821, à Calcutta. D’abord mixte, la section féminine est fermée en 1842.  En 1884 l’institution est transférée de ‘Old China Bazar Street (près de l’église) à 'Mirza Ghalib Street' (anciennement 'Free school street’) où il se trouve encore.  En 1888 le département universitaire est ouvert et affilié à l’université de Calcutta. De cette époque il tient son nom d’Armenian College’ qui lui reste même après la fermeture du département universitaire en 1892. 
En 1949 l’Armenian college’ redevient mixte en fusionnant avec la ‘Davidian Girls School'. En 1958 l’enseignement secondaire supérieur comprend trois sections: les humanités, les sciences et les beaux-arts. De bon renom, l’institution était (en 1971) l’unique institution arménienne d’enseignement à l’est de l’Iran et la plus ancienne, hors d’Arménie. La population estudiantine, très internationale, était faite essentiellement de jeunes appartenant à l’Église apostolique arménienne. 